# Naissance en 1057
Naissance
- 1053
- 1054
- 1055
- 1056
- 1057
- 1058
- 1059
- 1060
- 1061

Cette page dresse une liste de personnalités nées au cours de l'année 1057 :
- Fujiwara no Kenshi, impératrice consort du Japon.
- Hugues Ier de Vermandois, dit Hugues le Grand, comte de Vermandois et de Valois.
- Otton II de Habsbourg, dit le Docte, comte de Habsbourg.

date incertaine
- vers 1056-1057 : 
  - Hugues Ier de Bourgogne, duc de Bourgogne de 1076 à 1079, puis moine à l'abbaye de Cluny.

- vers 1057 :
  - Gérard Ier de Vaudémont, comte de Vaudémont.
  - Rhigyfarch (en), possible évêque de Saint David's.
  - Robert II de Bellême, comte de Ponthieu, vicomte d'Hiémois dans le duché de Normandie, seigneur de Bellême en France et 3e comte de Shrewsbury en Angleterre.